# Sebastian Steudtner
Sebastian Steudtner (* 4. Mai 1985 in Esslingen am Neckar) ist ein Big-Wave-Surfer bzw. Extremsportler mit deutscher und österreichischer Staatsbürgerschaft.

## Biografie
Sebastian Steudtner wuchs als Sohn eines Deutschen und einer Österreicherin in Nürnberg auf. Er entdeckte schon früh seine Leidenschaft für das Wasser. Seinen ersten Kontakt mit dem Surfsport hatte er in Frankreich im Alter von 9 Jahren auf einem Boogieboard. 2001 wanderte der damals 16-Jährige mit dem Einverständnis seiner Mutter auf die hawaiianische Insel Maui aus. Dort fing er als Windsurfer an.
Um sich das Surfen zu finanzieren, jobbte Steudtner in den folgenden Jahren u. a. als Bauarbeiter. In dieser Zeit lernte er über einen Freund die hawaiische Familie von Nelson Armitage sr. kennen, die ihn als Familienmitglied aufnahm. Durch den Kontakt zur Armitage Familie lernte Steudtner das Big-Wave-Surfen. Infolge eines Sturzes, bei dem er über eine Minute von einer Welle unter Wasser gehalten wurde, begann er gezielt zu trainieren. So ließ er sich im Apnoetauchen unterrichten und sich mit 100 km/h auf einem Surfbrett über den Wolfgangsee ziehen, um die hohen Geschwindigkeiten beim Big-Wave-Surfen zu simulieren. Am 15. Dezember 2004 surfte Steudtner auf einer der größten Wellen der Welt, bekannt als Peahi / Jaws an der Nordküste von Maui. An diesem Tag waren die Wellen 20 Meter hoch. 2005 folgte dann Teahupoo, die gefährlichste Welle der Welt auf Tahiti.
Steudtner blieb insgesamt sieben Jahre auf Hawaii. 2008 begann er nebenher als Motivationscoach zu arbeiten. Jedoch kehrte er 2010 zur Surfsaison nach Hawaii zurück und surfte dort die höchste Welle der Saison, wofür er erstmals den XXL Global Big Wave Awards erhielt. Im Jahr 2012 surfte Steudtner, eigener Aussage zufolge ohne viel Ausstattung und unterfinanziert, das erste Mal am Big Wave Surfspot Nazaré. Drei Jahre später, im Jahr 2015, surfte Steudtner dort das zweite Mal die höchste Welle der Saison, wofür er abermals den XXL Global Big Wave Awards erhielt. In den Jahren vor 2015 war Steudtner mit seinem Team regelmäßig zwischen den Europäischen Surfsports in Nazaré und Sligo und weiteren Orten in Europa gependelt. In jener Zeit arbeitete er „viel an der Vermarktung und Organisation des Sports, oft 15 Stunden am Tag“. Vor einem Ortswechsel müsse er jedes Mal einen „Riesenaufwand“ an Recherche und Organisation betreiben, weil es in Europa keine Surf-Spots mit guter Infrastruktur gebe.
Im Jahr 2017 gründete Steudtner den gemeinnützigen Verein wirmachenwelle e. V. Dieser setzt Surftherapie für Jugendliche aus schwierigen Verhältnissen in Deutschland um. Er ist außerdem Botschafter von Laureus-Sport-for-Good.
Im Dezember 2018 rettete Steudtner einen brasilianischen Surfer nach einem Wipe out am Big Wave Surfspot Nazaré vor dem Ertrinken. Im selben Jahr hatte er eine Welle geritten, wovon eine Videoaufnahme existiert, die in den Folgejahren, bis 2023 knapp eine Milliarde Mal aufgerufen wurde.
Am 29. Oktober 2020 ritt Sebastian Steudtner bei etwa 80 km/h eine 26,21 Meter hohe Welle in Nazaré. Im Mai 2022 wurde dies schließlich von Guinness World Records als Weltrekord anerkannt. (Siehe Rekorde im Tow-in Surfing) Insbesondere die Erlangung des Weltrekords half Steudtner durch danach hinzugekommene Sponsoren finanziell.
Nach dem Weltrekord setzte er sich unter dem Namen Project Mission Wave Alpha das Ziel, als erster Mensch der Welt eine 40 bis 50 Meter hohe Monsterwelle zu surfen. Dazu lebt er permanent, über mehrere Jahre in Nazaré und ging mehrere Kooperationen mit Unternehmen und Wissenschaftlern ein, um im Falle der Entstehung einer solchen Welle im Atlantik vor Portugal, die von Messbojen registriert werden kann, rechtzeitig informiert und optimal vorbereitet zu sein. So wurde unter anderem mithilfe eines Sensoranzugs berechnet, welche Kräfte auf ihn bei unterschiedlichen Wellenhöhen wirken und welche Muskelkraft benötigt wird, um diesen Kräften standzuhalten. Spätestens seit dem Weltrekord ist Steudtner Materialtester von Surfboards.
Eigenen Angaben zufolge beschäftigt er sich mit der Furcht vor dem Ertrinken. Diese hemme ihn aber nicht, weil er wisse, dass er alles getan und sich sein Leben lang vorbereitet habe, damit ihm nichts passiert, wenn er in einer Riesenwelle vom Surfboard fällt. Unter anderem kann er nach eigenen Angaben unter Stress noch eineinhalb Minuten die Luft anhalten. Außerdem trage er eine spezielle Rettungsweste und habe ein mit Jet-Skis ausgerüstetes Team um sich.
Im April 2024 überbot Steudtner seinen eigenen Rekord abermals mit einer 28,57 Meter hohen Welle. Erstmals kam bei der Erfassung ein Prototyp einer Messdrohne aus der gemeinsamen Entwicklung von Steudtners Team und Porsche Engineering zum Einsatz. Bisher wurden für diese Art von Messungen Videos und Standbilder analysiert. Die offizielle Bestätigung dieses neuen Rekords steht noch aus.

## Auszeichnungen und Nominierungen
- 2010: Pichilemu Big Wave 2009 Award in der Kategorie „XXL Global Big Wave Awards“ und Zweiter in der Kategorie „Performance of the Year“.
- 2010: Surfer des Jahres 2010 und Nominierung in der Kategorie Action Sport Award[14]
- 2010: XXL Global Big Wave Award
- 2011: Surfer des Jahres 2011 und Nominierung in der Kategorie Action Sport Award.[14]
- 2015: XXL Global Big Wave Award in der Kategorie „Biggest Wave“[15]
- 2022: Big-Wave-Weltrekord (Guinness World Records)
- 2022: Big Wave Award (WSL) für Leistung im Jahr 2020[6]

## Trivia
Ein Hobby Steudtners ist das Thai-Boxen. Sebastian Steudtner ist Anhänger des 1. FC Nürnberg. Zwei seiner Surfbretter sind im Sport & Olympia Museum in Köln ausgestellt.
Steudtner ist der am häufigsten in deutschen Medien vertretene Surfer. Er hatte TV-Auftritte wie beispielsweise bei Stefan Raabs Show TV total, ZDF-Sportreportage und zahlreiche Beiträge in Printmedien wie u. a. GQ-Magazin, FAZ, Süddeutsche Zeitung, Amica, Focus, Spiegel online, Terra X. Im Jahr 2022 wurde er als Motivationscoach für die Profimannschaft des FC Liverpool unter Trainer Jürgen Klopp gebucht.

## Dokumentationen
- Sportschau: Big-Wave: Ein Leben zwischen Monsterwelle und Todesangst auf YouTube, 19. November 2018 (Laufzeit: 45:18).
- ZDF Sportstudio: Wie Sebastian Steudtner zum Weltrekord surfte auf YouTube, 2. Juni 2022 (Laufzeit: 7:52).